# 中山俊雄
中山 俊雄（なかやま としお、1963年〈昭和38年〉7月2日 - ）は、日本の政治家。徳島県小松島市長（2期）。元徳島県議会議員（2期）。

## 経歴
徳島県小松島市和田島町に生まれる。小松島市立和田島小学校に入学し、小松島市立南小松島小学校を卒業。徳島大学付属中学校（現・鳴門教育大学附属中学校）、徳島県立城南高等学校卒業。1986年（昭和61年）3月、芝浦工業大学建築工業学科卒業。同年4月、鹿島建設に就職。
1990年（平成2年）、帰郷して中山建設株式会社に入社。2002年（平成14年）、有限会社エヌアイ建設を設立。
2011年（平成23年）4月の徳島県議会議員選挙に無所属で立候補し初当選。2015年（平成27年）の県議選は自民党公認で立候補し再選。2019年（平成31年）、3選。
2020年4月13日、小松島市長の濱田保徳は、一般廃棄物最終処分場を巡る対応などについて考えの違いが生じたことを理由に、副市長の孫田勤を解任。その後パワハラ問題などが表面化したことを受けて、濱田は4月20日に市議会議長に辞職願を提出。市議会は同日の臨時会で同意し、4月30日付の辞職が決まった。
同年6月7日に行われた小松島市長選挙に立候補し、濱田に解任された副市長の孫田勤を僅差で破り初当選した。
※当日有権者数：32,407人 最終投票率：58.08%（前回比：pts）
| 候補者名 | 年齢 | 所属党派 | 新旧別 | 得票数  | 得票率 | 推薦・支持 |
| -------- | ---- | -------- | ------ | ------- | ------ | ---------- |
| 中山俊雄 | 56   | 無所属   | 新     | 9,302票 | 50.84% |            |
| 孫田勤   | 63   | 無所属   | 新     | 8,993票 | 49.16% |            |

2024年（令和6年）5月19日、無投票で再選。